# Verdenal
Verdenal ist eine französische Gemeinde mit 124 Einwohnern (Stand 1. Januar 2022) im Département Meurthe-et-Moselle in der Region Grand Est (vor 2016 Lothringen). Sie gehört zum Arrondissement Lunéville und zum Kanton Baccarat. Die Bewohner nennen sich Verdunois(es).

## Geografie
Die Gemeinde liegt etwa 48 Kilometer ostsüdöstlich von Nancy im Südosten des Départements Meurthe-et-Moselle am Fluss Vezouze. Die Gemeinde besteht aus dem Ort Verdenal sowie wenigen Gehöften. Weite Teile der Gemeinde sind bewaldet. Nachbargemeinden sind Autrepierre im Norden, Blâmont im Osten, Domèvre-sur-Vezouze im Süden sowie Chazelles-sur-Albe im Westen. 

## Geschichte
Die heutige Gemeinde wurde 1318 unter dem Namen Vardenois erstmals in einem Dokument erwähnt. Verdenal gehörte früher zur Vogtei Blâmont innerhalb der Provinz Trois-Évêchés (Drei Bistümer), die faktisch 1552 an Frankreich fiel. Bis zur Französischen Revolution lag die Gemeinde dann im Grand-gouvernement de Lorraine-et-Barrois. Im Ersten Weltkrieg wurde Verdenal weitgehend zerstört. Von 1793 bis 1801 war die Gemeinde dem Distrikt Blâmont zugeteilt. Von 1793 bis 2015 war sie Teil des Kantons Blâmont. Seit 1801 ist sie dem Arrondissement Lunéville zugeordnet. Die Gemeinde lag bis 1871 im alten Département Meurthe.

## Bevölkerungsentwicklung
| Jahr                       | 1962 | 1968 | 1975 | 1982 | 1990 | 1999 | 2007 | 2019 |
| Einwohner                  | 130  | 132  | 125  | 131  | 109  | 120  | 148  | 159  |
| Quellen: Cassini und INSEE |      |      |      |      |      |      |      |      |

## Verkehr
Verdenal liegt mehrere Kilometer südlich der Bahnstrecke von Paris nach Straßburg. Die nächstgelegene Haltestelle ist in Avricourt. Quer durch die Gemeinde führt zwar die N4 vorbei. Die Gemeinde hat jedoch keinen eigenen Anschluss. Der nächstgelegene Vollanschluss ist in der Nachbargemeinde Blâmont. Für den regionalen Verkehr ist die D162 wichtig, die durch das Dorf führt.

## Sehenswürdigkeiten
- Schloss Château de Grandseille; ursprünglich aus dem 18. Jahrhundert, nach schweren Zerstörungen im Ersten Weltkrieg wiederaufgebaut
- Dorfkirche Saint-Étienne aus dem 19. Jahrhundert; nach 1918 wieder neu erbaut
- zwei Wegkreuze an der Grande Rue
- Denkmal für die Gefallenen[1]

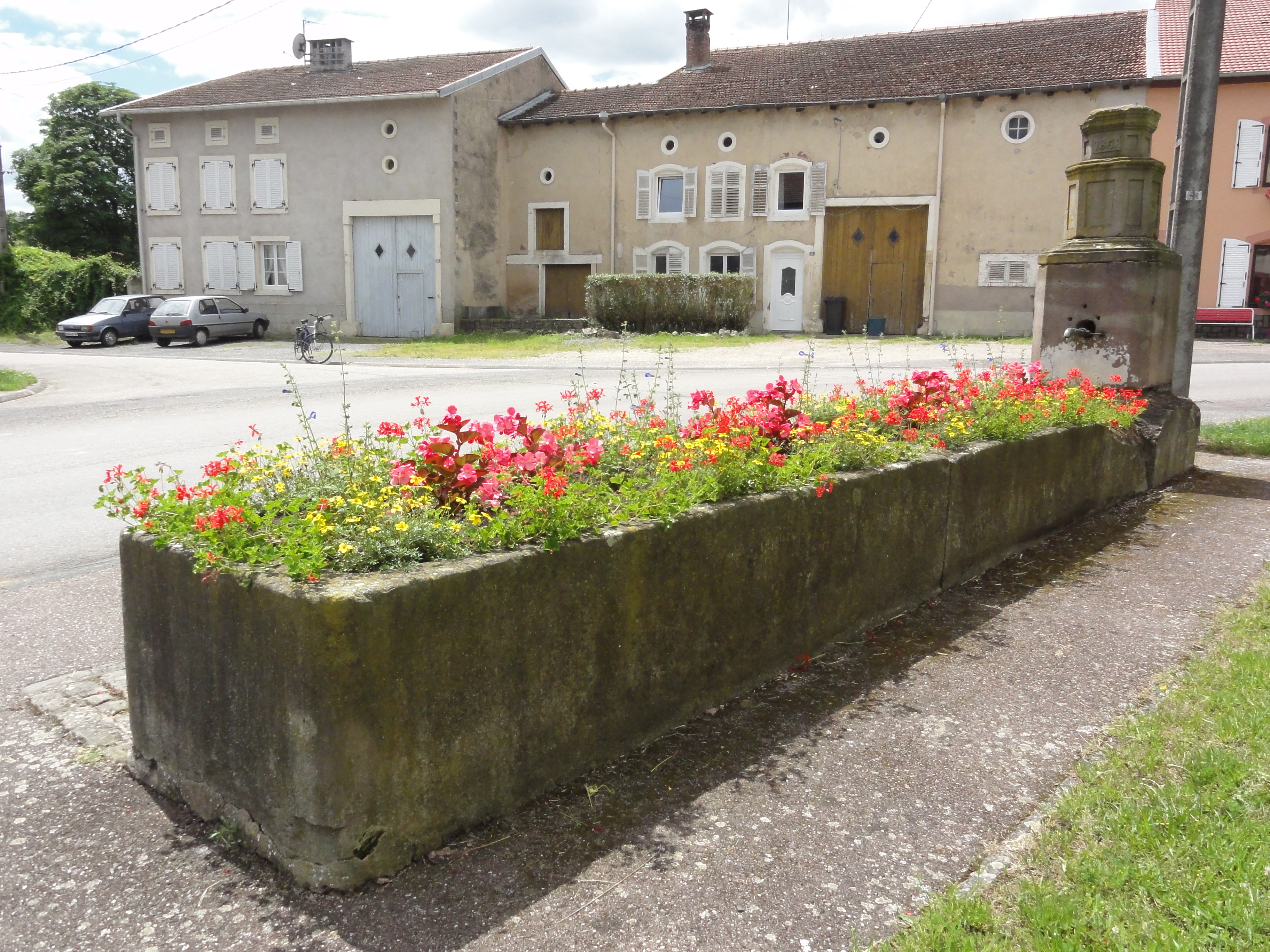
Dorfzentrum mit Brunnen
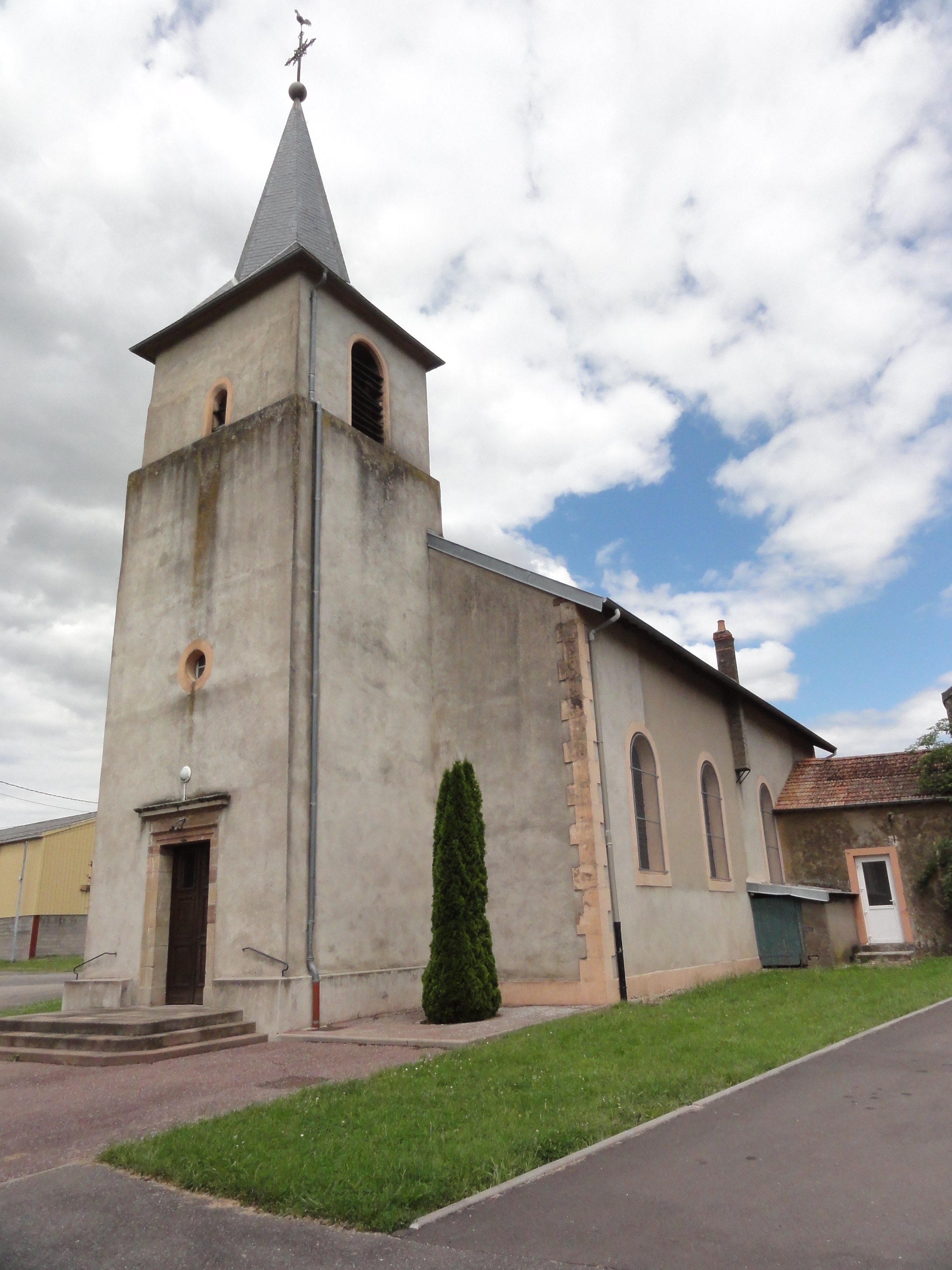
Dorfkirche Saint-Étienne
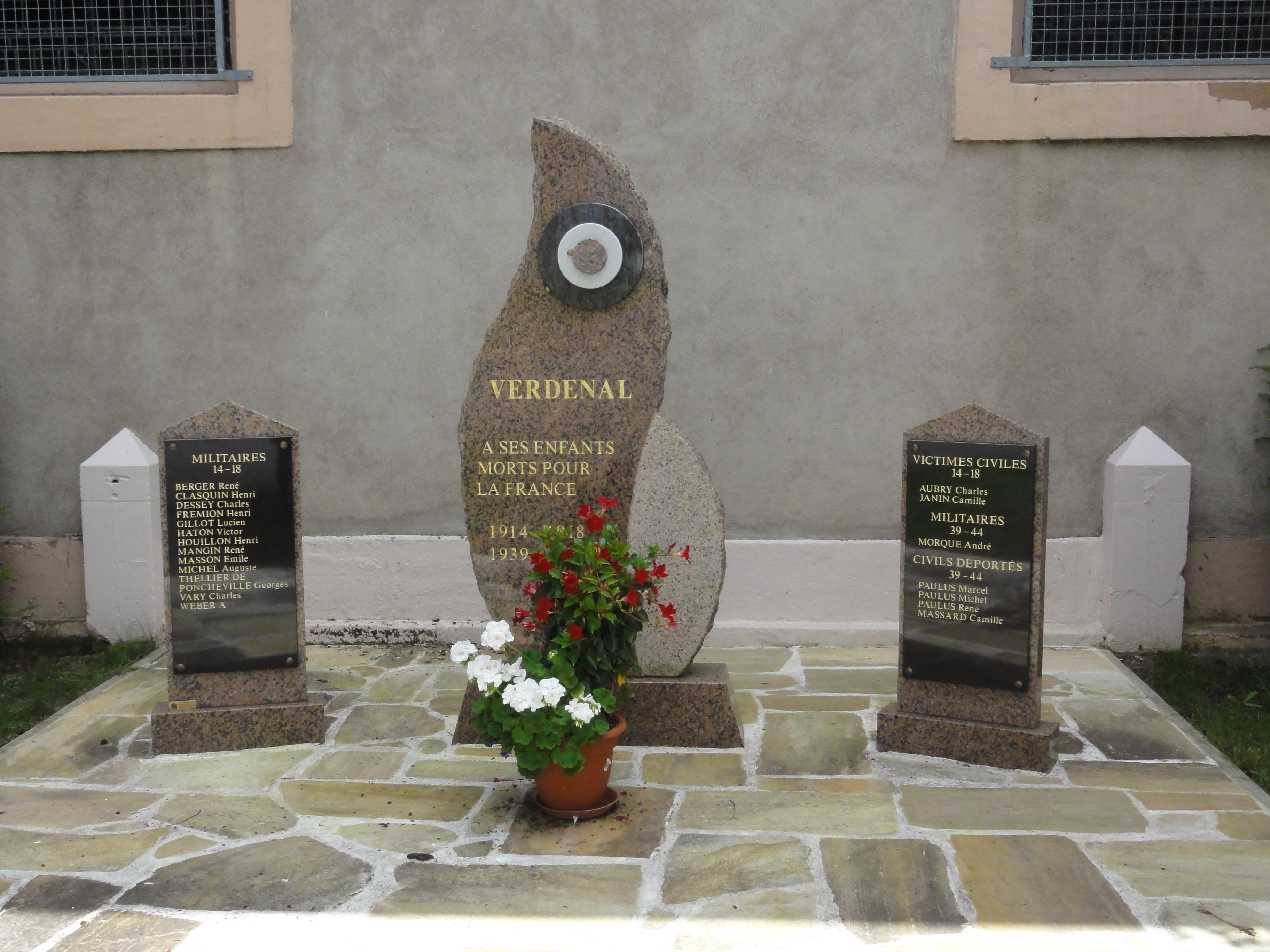
Denkmal für die Gefallenen
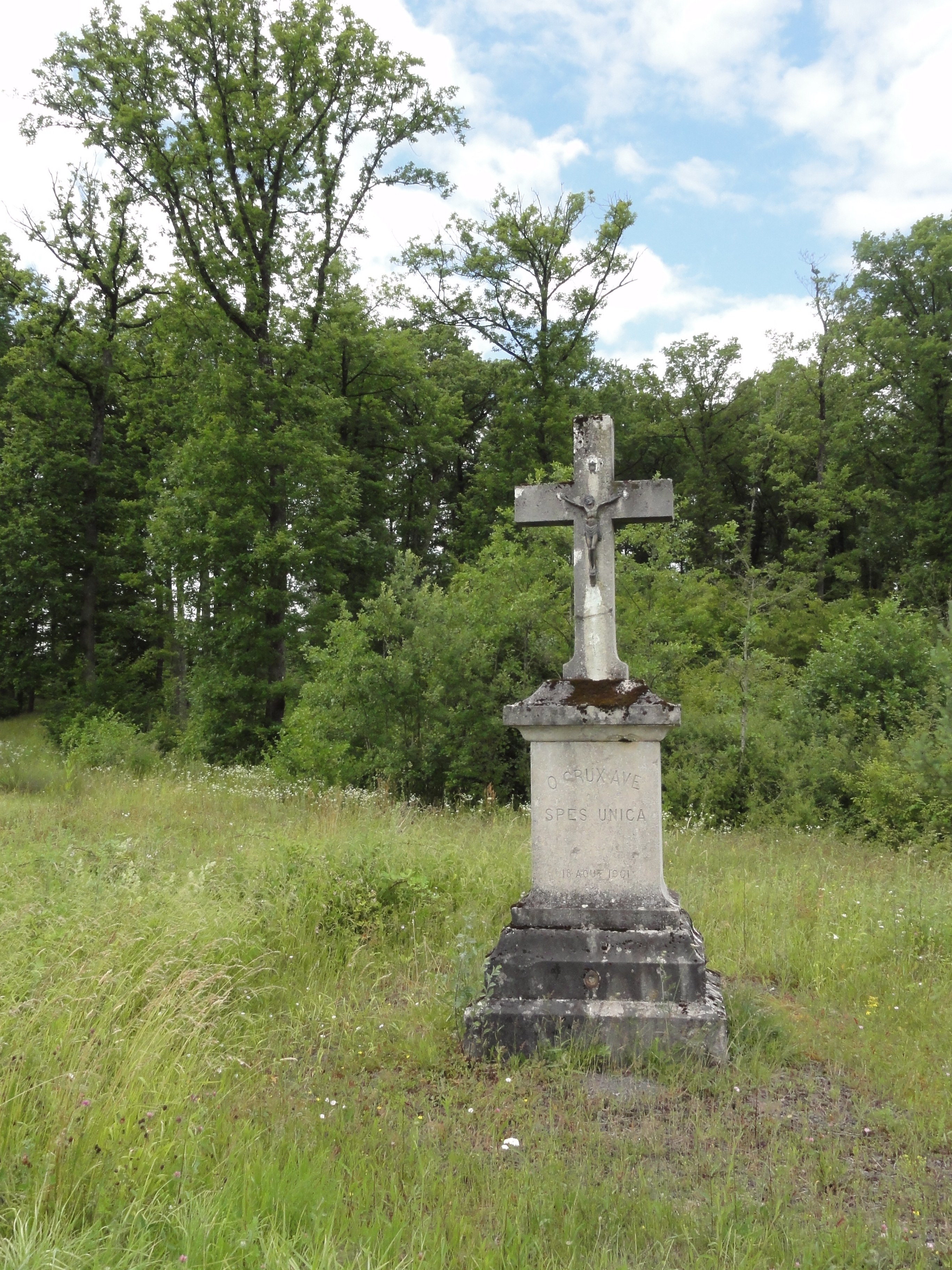
Eines der beiden Wegkreuze